# São José da Lamarosa
São José da Lamarosa ist eine Gemeinde (Freguesia) im portugiesischen Kreis Coruche. In ihr leben 1464 Einwohner (Stand 19. April 2021).